# Werner Teich
Werner Teich (* 16. Dezember 1932 in Ostpreußen; † 26. Dezember 2010 in Mannheim) war ein deutscher Oberingenieur bei BBC in Mannheim. Unter seiner Führung entwickelte ein Ingenieursteam die Drehstromtechnik mittels statischer Umrichter für Lokomotiven. Sie sind heute Stand der Technik bei elektrisch angetriebenen Schienenfahrzeugen – von Straßenbahnen über dieselelektrische Lokomotiven bis zu E-Lokomotiven – und Basis der Steuerung der ICE-Triebköpfe.

## Wirken
Teich studierte Elektrotechnik an der Mannheimer Ingenieurschule, der heutigen Technischen Hochschule Mannheim, und trat bei Brown, Boveri & Cie. (BBC) in Mannheim-Käfertal an, wo er sich zum Oberingenieur hocharbeitete. In dieser Funktion und als Abteilungsleiter entwickelten er und sein Team in den 1970er Jahren den Drehstromantrieb für Lokomotiven. Diese Arbeit war kein offizielles Forschungsprojekt des Konzerns, sondern lief quasi nebenbei – gefördert und gegen Kritik der Konzernleitung geschützt vom damaligen Mannheimer Standortleiter Eric Kocher.
Bis dato konnten die Fahrmotoren elektrischer Lokomotiven und Triebwagen nur mit dem Einphasenwechselstrom aus der Oberleitung oder dem Gleichstrom aus der seitlichen Stromschiene angetrieben werden. Zugkraft und Geschwindigkeit wurde über die an die Fahrmotoren abgegebene Spannung geregelt, die beispielsweise bei Einphasenwechselstrom über einen Stufentransformator variiert wurde. Diese Technik mit Einphasen-Reihenschlussmotoren machte den Bau von eigenen Lokomotiven jeweils für schwere Güterzüge oder schnelle Personenzüge notwendig. Die wesentlich besser geeigneten Asynchronmotoren waren nur gering verbreitet, beispielsweise im norditalienischen, mit Drehstrom versorgten Eisenbahnnetz.

### Geburtsstunde der Universal-Lokomotive
Das Verdienst von Teich und seinem Team ist es, elektronische Umrichter entwickelt zu haben, die den Wechselstrom des Fahrdrahts in der Lok zunächst zu Gleichstrom wandeln und diesen dann in eine dreiphasige Wechselspannung variabler Frequenz formen – und das bei den enormen Stromstärken, die bei E-Loks üblich sind. Die variable Frequenz ist erforderlich, da die Drehzahl von Asynchronmotoren über die Frequenz gesteuert wird. Mit Asynchronmotoren ausgerüstete Loks sind so vielseitig, dass sie als Universalloks gelten: Dieselbe Technik zieht schwere Güterzüge ebenso wie schnelle ICEs oder sprintstarke Vorortzüge.
Die Entwicklungen von BBC Mannheim mündeten, nachdem sie sich als erfolgreich herausstellten und nun auch von der Konzernleitung in Baden/Schweiz anerkannt wurden, in der dieselelektrische Versuchslokomotive DE2500. Drei Maschinen wurden von BBC finanziert und gebaut und als Baureihe 202 von der Deutschen Bundesbahn ausgiebig getestet. Die erste auf Basis dieser Technik in Serie gebaute Lokomotive war die DB-Baureihe 120. Die auf diesen Versuchsträgern erprobte Drehstromgewinnung durch Umrichter stellte einen Meilenstein in der Entwicklung elektrischer Lokomotiven dar und ist heute Standard in allen modernen dieselelektrischen und elektrisch angetriebenen Schienenfahrzeugen. Ausgehend von der Technologie der Baureihe 120 wurden Mitte der 1980er Jahre die ersten ICE-Triebköpfe entwickelt.

### Verzicht auf Patente
Da Brown, Boveri & Cie Mannheim die Entwicklungskosten von den Prototypen DE2500 zur ersten Serienlok BR120 nicht alleine leisten konnte, nahm das Unternehmen staatliche finanzielle Hilfe in Anspruch. Als Gegenleistung musste es auf Patente verzichten, so dass heute alle Hersteller von Lokomotiven und Straßenbahnen die Drehstromtechnik nutzen dürfen.
Für seine Erfindung erhielt Teich zahlreiche Ehrungen und Preise, allen voran den Elmer A. Sperry Award, den Teich zusammen mit seinen Ingenieurs-Kollegen Jörg Brenneisen, Ehrhard Futterlieb, Joachim Körber, Edmund Müller, G. Reiner Nill, Manfred Schulz und Herbert Stemmler bekam. Die Mannheimer waren das erste ausländische Team. Zuvor war der Sperry-Awards ausschließlich an amerikanische Staatsbürger verliehen worden.

## Auszeichnungen (Auswahl)
- 1982 Elmer A. Sperry Award
- 1992 Beuth-Ehrenmedaille der Deutsche Maschinentechnischen Gesellschaft[7]
- Ehrenpreis des Verbands Deutscher Elektroingenieure
- Bundesverdienstkreuz am Bande (1. Juni 2000)[8]

## Veröffentlichungen (Auswahl)
- BBC Three-Phase Power Transmission for Locomotives, Railway Technical Review (RTR), Vol. 17, 1975, S. 44
- Lokomotiven mit Drehstromantriebstechnik zur IVA '79 – Beispiele eines breiten Anwendungsgebietes, Veröffentlicht in Elektrische Bahnen 6/79, S. 151–158[9]
- Vielseitige elektrische Einrichtungen in dieselhydraulischen Bahnfahrzeugen, Mannheim, Herausgegeben von Brown, Boveri & Cie., 1962
- Die elektrischen Lokomotiven 1063 der Oesterreichischen Bundesbahnen: Drehstromantriebstechnik für 162/3 und 50 Hz Einspeisung, Eisenbahntechnische Rundschau ETR, 33 (1984) 5, S. 451–456
- Neue Impulse für die Drehstrom-Antriebstechnik, Eisenbahntechnische Rundschau ETR, 23 (1974) 1–2, S. 45–51
- Zweifrequenzlokomotiven E 1200 mit BBC – Drehstromantriebstechnik, Eisenbahntechnische Rundschau ETR, 27 (1978) 4, S. 185–192
- BBC-Drehstrom-Antriebstechnik für Schienenfahrzeuge, Mannheim. herausgegeben von Brown, Boveri & Cie., 1986
- Werke von Werner Teich bei worldcat.org. worldcat.org, abgerufen am 13. Januar 2016.